# Robert Köbler
Robert Hans Friedrich Köbler (* 21. Februar 1912 in Waldsassen; † 7. September 1970 in Berlin-Buch) war ein deutscher Organist, Pianist, Komponist und Universitäts-Professor in Leipzig.
Nach dem Studium der Kirchenmusik in Leipzig (1931–1934) war er von 1935 bis 1945 Kantor und Organist in Löbau. Ab 1946 hatte er einen Lehrauftrag für Orgel und Cembalo in Leipzig. 1949 wurde er Organist an der Leipziger Universitätskirche und 1956 schließlich zum Professor ernannt.
Köbler war vor allem als Organist und für seine oft humorvollen Improvisationen bekannt. Konzertreisen führten ihn in ost- und westeuropäische Länder. Als Komponist hinterließ er Werke für Klavier, Orgel und Gesang.

## Werke (Auswahl)
- Klavierstücke für Kinder (Edition Peters)
- Fünf Lieder nach Gedichten von Wilhelm Busch (Breitkopf-und-Härtel-Musikverlag)
- Vier gemischte Chöre a cappella (Breitkopf-und-Härtel-Musikverlag)
- Fünf Fugen (Edition Peters)

Zu erwähnen ist auch seine Schallplatten-Reihe Bach-Orgelwerke auf Silbermann-Orgeln und Meisterwerke der Norddeutschen Orgelschule – an der Stellwagenorgel zu Stralsund  (Eterna 820503)